# Meterana
Meterana is een geslacht van vlinders van de familie Uilen (Noctuidae), uit de onderfamilie Hadeninae.

## Soorten
- M. alcyone Hudson, 1898
- M. asterope Hudson, 1898
- M. badia Philpott, 1927
- M. coctilis Meyrick, 1931
- M. coeleno Hudson, 1898
- M. decorata Philpott, 1905
- M. diatmeta Hudson
- M. dotata Walker, 1857
- M. grandiosa Philpott, 1903
- M. inchoata Philpott, 1920
- M. levis Philpott, 1905
- M. merope Hudson, 1898
- M. meyricci Hampson, 1911
- M. octans Hudson, 1898
- M. ochthistis Meyrick, 1887
- M. pansicolor Howes, 1912
- M. pascoei (Howes, 1912)
- M. pauca Philpott, 1910
- M. pictula White, 1855
- M. stipata Walker, 1865
- M. tartaraea Butler, 1877
- M. vitiosa Butler, 1877